# Вільям Август, герцог Камберлендський
Вільям Август, герцог Камберлендський (англ. William Augustus, Duke of Cumberland; 15 квітня 1721 — 31 жовтня 1765) — 3-й син короля Великої Британії Георга II і Шарлотти-Кароліни Бранденбург-Ансбахської, відомий воєначальник.
У 1745 році командував англійськими військами в Нідерландах і зазнав поразки при Фонтенуа.
У тому ж році був викликаний у Велику Британію для дій проти претендента на британський престол та очільника повстання якобітів Карла Едварда Стюарта, і маючи суттєву перевагу в артилерії розбив його в битві при Каллодені.
У 1746 році зазнав поразки від французів у битві при Лауфельді, а в 1757 році, на початку Семирічної війни — в курйозній, коли обидва війська майже одночасно отримали наказ на відступ, битві при Хастенбеку.
Виступав покровителем відомого британського чемпіона з боксу Джека Бротона.
Дружини та дітей не мав.